# Liste der Biografien/Schny
Liste der Biografien |
Portal Biografien |
Personensuche
# |
A |
B |
C |
D |
E |
F |
G |
H |
I |
J |
K |
L |
M |
N |
O |
P |
Q |
R |
S |
T |
U |
V |
W |
X |
Y |
Z |
?
 
Sa |
Sb |
Sc |
Sd |
Se |
Sf |
Sg |
Sh |
Si |
Sj |
Sk |
Sl |
Sm |
Sn |
So |
Sp |
Sq |
Sr |
Ss |
St |
Su |
Sv |
Sw |
Sy |
Sz
 
Sca–Sce |
Sch |
Sci–Scz
 
Scha |
Schc |
Schd |
Sche |
Schg |
Schi |
Schj |
Schk |
Schl |
Schm |
Schn |
Scho |
Schp |
Schr |
Schs |
Scht |
Schu |
Schv |
Schw |
Schy
 
Schna |
Schne |
Schni |
Schno |
Schnu |
Schny
Die Liste der Biografien führt alle Personen auf, die in der deutschsprachigen Wikipedia einen Artikel haben. Dieses ist eine Teilliste mit 35 Einträgen von Personen, deren Namen mit den Buchstaben „Schny“ beginnt.

## Schny

### Schnyd
- Schnyder von Wartensee, Franz Xaver (1786–1868), schweizerischer Komponist und Musikschriftsteller
- Schnyder von Wartensee, Hans (1895–1987), schweizerischer Jurist, Statthalter der Schweizerischen Statthalterei des Ritterorden vom Heiligen Grab zu Jerusalem
- Schnyder, Albert (1898–1989), Schweizer Maler und Grafiker
- Schnyder, Anton (1804–1884), Schweizer Politiker
- Schnyder, Anton K. (* 1952), Schweizer Rechtswissenschafter
- Schnyder, Arlette (* 1968), Schweizer Historikerin
- Schnyder, Arnold (1890–1953), Schweizer Pflanzenbauwissenschaftler
- Schnyder, Bernhard (1930–2012), Schweizer Rechtswissenschaftler
- Schnyder, Bertha (1887–1968), Gründerin und erste Vorsteherin der Bäuerinnenschule Uttewil (von 1929–1957)
- Schnyder, Daniel (* 1961), Schweizer Jazz-Saxophonist, Flötist und Komponist
- Schnyder, Daniel (* 1985), Schweizer Eishockeyspieler
- Schnyder, Fabian (* 1985), Schweizer Eishockeyspieler
- Schnyder, Felix (1910–1992), Schweizer Jurist, Diplomat und UN-Hochkommissar für Flüchtlinge
- Schnyder, Franz (1910–1993), Schweizer Filmregisseur
- Schnyder, Heinrich (1897–1974), Schweizer Agrarwissenschaftler und Politiker (LdU)
- Schnyder, Jean-Frédéric (* 1945), schweizerischer Maler und Konzeptkünstler
- Schnyder, Josef (1923–2017), Schweizer Skisportler
- Schnyder, Karl (1931–2016), Schweizer Politiker
- Schnyder, Louis (1868–1927), Schweizer Mediziner
- Schnyder, Marijke (* 1956), Schweizer Sprachwissenschaftlerin und Schriftstellerin
- Schnyder, Markus (* 1988), Schweizer Politiker (SVP)
- Schnyder, Monika (* 1945), Schweizer Journalistin und Lyrikerin
- Schnyder, Nicolas (* 1987), Schweizer Radrennfahrer
- Schnyder, Oliver (* 1973), Schweizer Pianist
- Schnyder, Patty (* 1978), Schweizer TennisspielerinPatty Schnyder (* 1978)

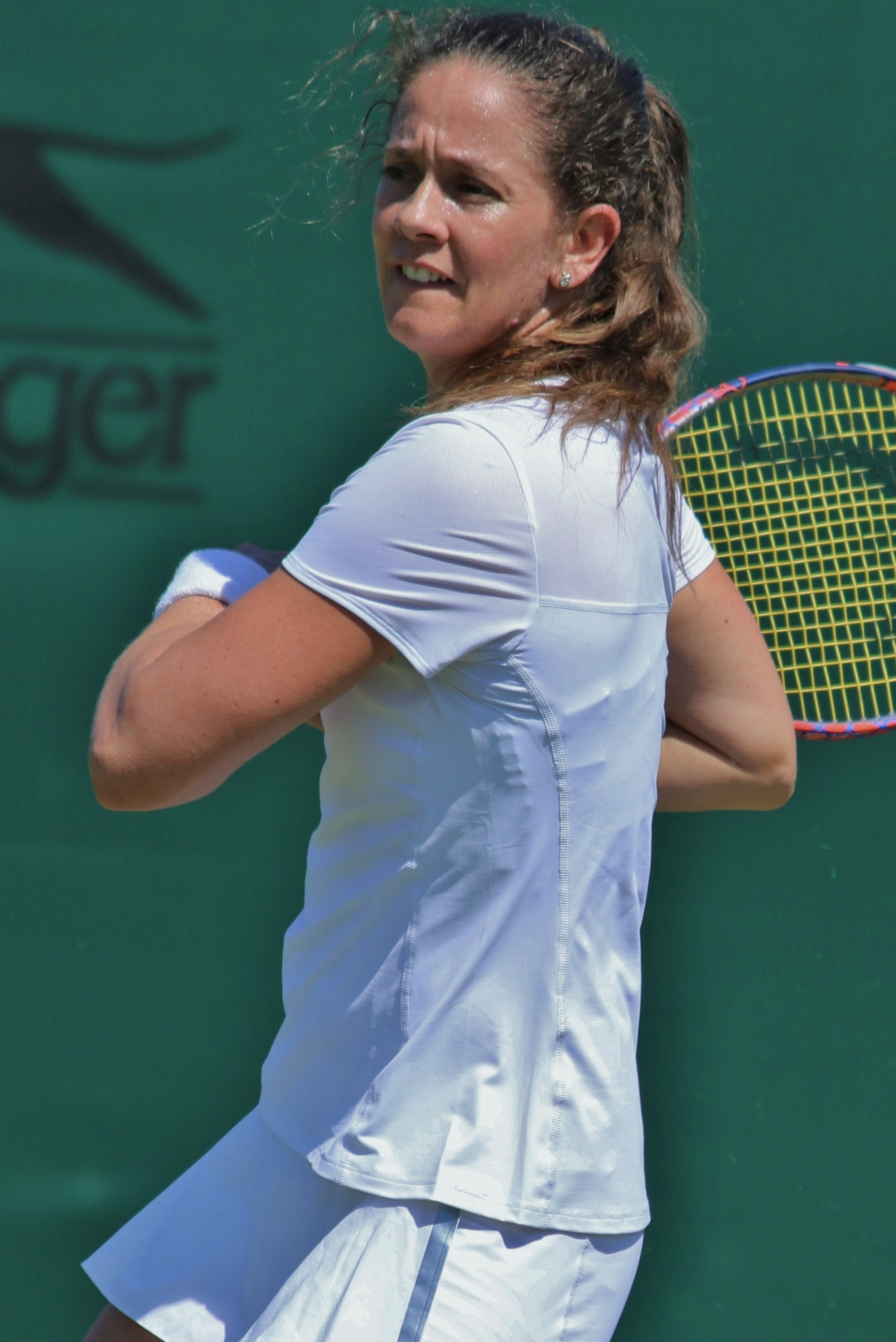
Patty Schnyder (* 1978)

- Schnyder, Peter (* 1967), Schweizer Literaturwissenschaftler
- Schnyder, Philippe (* 1978), Schweizer Radrennfahrer
- Schnyder, Rebecca C. (* 1986), Schweizer Schriftstellerin
- Schnyder, Rudolf (1919–2000), Schweizer Sportschütze
- Schnyder, Urs (* 1986), Schweizer Fussballschiedsrichter
- Schnyder, Urs Walter (1923–2012), Schweizer Dermatologe
- Schnyder, Werner (1899–1974), Schweizer Archivar
- Schnyder, Willy (* 1958), Schweizer Komponist und Pianist
- Schnyder-Benoit, Nicole (* 1973), Schweizer Beachvolleyball-Spielerin
- Schnydrig, Ernst (1912–1978), Schweizer Journalist, Schriftsteller und römisch-katholischer Ordenspriester